# Villy-sur-Yères
Villy-sur-Yères är en kommun i departementet Seine-Maritime i regionen Normandie i norra Frankrike. Kommunen ligger i kantonen Eu som tillhör arrondissementet Dieppe. År 2022 hade Villy-sur-Yères 217 invånare.

## Befolkningsutveckling
Antalet invånare i kommunen Villy-sur-Yères
| Referens: INSEE |